# Торочешников, Николай Семёнович
Николай Семёнович Торочешников (15 мая 1909 года — 25 мая 1996 года) — советский химик-технолог. Заслуженный деятель науки и техники РСФСР (1975). Начальник Главного управления химико-технологических вузов Министерства высшего образования СССР.

## Биография
Родился в городе Балаково, Николаевского уезда, Саратовской губернии. В 1931 году окончил Московский химико-технологический институт им. Д. И. Менделеева по кафедре ТНВ по специальности «Технология основных химических производств». Ученик советского химика-технолога Н.Ф. Юшкевича.
В 1931-32 гг. работал заместителем начальника учебной части Московского химико-технологического института им. Д. И. Менделеева. С октября 1932 года по 1933 год инженер экономического управления ОГПУ СССР. В октябре 1933 года откомандирован в аспирантуру Московского химико-технологического института им. Д. И. Менделеева. По её окончании защитил кандидиатскую диссертацию: «Равновесие жидкость — пар в системе азот — окись углерода». Руководитель проф. Н.Ф. Юшкевич.
В том же году утверждён в звании доцента. 
В 1941-43 гг. исполнял обязанности заведующего кафедрой ТНВ Московского химико-технологического института им. Д. И. Менделеева.
В 1945 году ГКО СССР введён в состав группы уполномоченных Особого комитета при ГКО СССР по 2-му и 3-му Украинским фронтам. Служил в Румынии, Венгрии, Австрии и Чехословакии. С конца 1945 по 1950 год работал в составе Советской военной администрации в Германии экспертом в аппарате заместителя Главноначальствующего СВАГ по экономическим вопросам. С 1951 года в аппарате МВиССО СССР. С 1953 года начальник Главного управления технологических вузов  МВиССО СССР. С 1959 года до выхода на пенсию в Московском химико-технологическом институте им. Д. И. Менделеева.

## Научная деятельность
Спектр научных интересов:
- технология подготовки газового сырья для производства минеральных удобрений и других химических продуктов;
- разработка новых видов минеральных удобрений;
- технический катализ и его применение в основной химической промышленности;
- адсорбционные процессы при высоких давлениях;
- криогенные технологии;

Совместно с Н.В. Кельцевым и С.В.Кафтановым организовал подготовку инженеров-технологов по новой в СССР специальности 0836 — «Технология рекуперации вторичных материалов промышленности» (Приказ министра высшего и среднего образования СССР №230 от 19 марта 1971 года). Новая специальность создавалась для изучения методов очистки отходящих газов и разработки путей совершенствования технологических процессов, снижающих уровень загрязнения атмосферы. Специальность по промышленной экологии.

Заведующим кафедрой «Технология неорганических веществ» МХТИ им. Д.И. Менделеева был профессор Николай Семенович Торочешников. Получивший серьезное классическое образование, владеющий немецким языком (во время войны был переводчиком у мэра Берлина), он регулярно бывал в зарубежных командировках по всему миру, что в то время было большой редкостью.
Благодаря Н.С. Торочешникову на головной кафедре была сохранена традиция доброжелательности, увлеченности работой. Сам Николай Семенович, доценты его кафедры А.И. Сидоров, С.А. Крашенинников, В.П. Салтанова, Е.Л. Яхонтова, Е.И. Сурков приезжали и читали курсы лекций для наших студентов. В это время осуществлялся и обмен студентами, группа студентов кафедры уезжала на семестр в Москву и целый семестр училась в головном институте, а студенты из МХТИ приезжали к нам.
Научная тематика кафедры была направлена на решение проблем, возникающих на химическом предприятии. На кафедре сложились и успешно развивались такие научные направления, как очистка отходящих газов от оксидов азота и их утилизация, совершенствование производства азотной кислоты, производства катализаторов и технологии минеральных удобрений.
— 
Автор свыше 500 научных работ, в том числе 5 книг и 10 учебных пособий. 37 свидетельств на изобретения. Подготовил 12 докторов и 80 кандидатов наук .

## Труды
- Разделение коксового газа. М. 1937. (совм. с Н.Ф. Юшкевичем)
- Техника защиты окружающей среда. М., 1989. (совм. с А.И. Родионовым, В.Н. Клушиным).
- Н. Ф. Юшкевич — создатель научной школы технологии неорганических веществ // [6]

## Награды и звания
- Орден Трудового Красного Знамени (1954)
- Орден «Знак Почёта» (1951)
- Постановлением Комитета Совета Выставки достижений народного хозяйства СССР от 22 февраля 1965 года за разработку и внедрение в народное хозяйство научно-исследовательских и опытно-конструкторских работ высших учебных заведений, представленных в павильоне «Образование в СССР», группа ученых МХТИ награждена Дипломом почета и медалями.
- Заслуженный деятель науки и техники РСФСР (1975)
- Почётный химик СССР (1978)
- Диплом почёта СССР за научное руководство разработкой новой технологии получения азотных удобрений.